# 田纳西大学系统
田纳西大学系统是一个位于美国田纳西州的州立大学系统，旗舰校区为田纳西大学诺克斯维尔分校。该系统拥有诺克斯维尔、查塔努加、普拉斯基和马丁的四个主要校区、孟菲斯的健康科学校区、塔拉霍马的研究所以及遍布全州的其他分支机构。
田纳西大学系统共有49,000多名学生，320,000多名在世校友，总捐赠额超过10亿美元。

## 校区
该大学系统有六个教育单位，其中四个是田纳西州高等教育系统内的独立大学。
- 田纳西大学诺克斯维尔分校
- 田纳西大学查塔努加分校
- 田纳西大学马丁分校
- 田纳西南方大学
- 田纳西大学健康科学中心
- 田纳西大学太空研究所

- Knoxville
- Chattanooga
- Martin
- Southern